# Kanton Mamoudzou-2
Der Kanton Mamoudzou-2 ist ein Kanton im französischen Übersee-Département Mayotte. Er umfasst die Ortschaften Mtsapere und Kavani in der Gemeinde Mamoudzou.

## Geschichte
Das Gebiet der Ortschaften Mtsapere und Kavani bildet seit 1994 den Kanton Mamoudzou-2. Vertreter im Generalrat von Mayotte war von 2008 bis 2015 Zaïdou Tavanday.